# حكاية سيتن خمواس وسي اوزير
حكاية سيتن خمواس و سي أوزير (المعروفة أيضًا باسم سيتني الثاني) هي قصة مصرية ديموطيقية وثقت على ورق البردي في مصر الرومانية. يجادل البعض بأنها إجابة للرواية الكتابية عن اختبار شيبا لسليمان بـ أسئلة صعبة في 1 ملوك 10: 1.

## ملخص
بالجزء الأول من القصة: أحضر سي أوزير والده سيتن خمواس لزيارة أرض الموتى دوات حيث يرون المصير اللطيف للأرواح المتوفاة التي عاشت بعدل والعذابات التي لحقت بالأرواح التي أخطأت أثناء وجودهم
بالجزء الثاني: يطرح أحد زعماء مملكة كوش لغزًا على رمسيس الثاني : كيفية قراءة محتويات الرسالة المختومة. في ملخص إيوانيس م. كونستانتينوس ،
الفرعون ورجال حاشيته في حيرة تامة وأخذ ينادي على ابنه الحكيم ستني خامواس
لكنه كان أيضًا محتار وطلب تأخيرًا لمدة عشرة أيام ليفكر في حل ما
وبعد فتره من اليأس يكتشف سبب هذه المحنة ولكن والده لم يقتنع بقدره ابنه المذهله ويطلب إثباتًا لها
لم يجد سي أوزير صعوبة في اظهار قدرته: والدي، انزل إلى غرفة الطابق الأرضي في منزلك حيث تحتفظ بملفات كتابك كل كتاب تخرجه من الصندوق ، سأخبرك ما هو الكتاب وسأقرأه دون أن أفتحه وأراه.
حيث يقرأ سي أوزير محتويات كتب والده بطريقة سحرية دون فتحها
وفي اليوم التالي تخمين سي-أوزير بنفس الطريقة المعجزة محتويات الرسالة النوبية المختومة.
وقد تم اكتشاف أن سي أوزير هو في الواقع ساحر مشهور من زمن تحتمس الثالثالذي عاد لإنقاذ مصر من ساحر نوبي. بعد المواجهة